# Санфедизм
Санфедизм (итал. Sanfedismo, от Santa Fede, «Святая вера» с итальянского) ― народное антиреспубликанское движение, организованное кардиналом Фабрицио Руффо, который поднял на борьбу крестьян из южной Италии против режима Партенопейской республики в 1799 году. Целью движения было восстановление Неаполитанского королевства под властью Фердинанда I. Полное название ― Армия Святой Веры (итал. Armate della Santa Fede), сами борцы назывались санфедистами. 
Термины «санфедизм» и «санфедисты» иногда используется в более широком смысле для обозначения любых религиозных крестьянских армий, которые сражались на Апеннинском полуострове против войск французских дочерних республик.

## Кампания
Кардинал Руффо поднял восстание санфедистов в своей родной Калабрии. Его послание к народу, составленное в феврале 1799, имело следующее содержание:
«Храбрые и смелые калабрийцы! Объединяйтесь под знаменем Святого Креста и нашего возлюбленного государя! Не ждите врага, чтобы тот пришёл и осквернил наши дома. Выступим ему навстречу, чтобы сразиться с ним, чтобы отразить его силы, а затем ― изгнать его из нашего королевства и из Италии, сломав варварские цепи, которые опутывают нашего святого понтифика. Пусть же знамя Святого Креста дарует нам победу!».

Санфедисты номинально действовали от имени короля Фердинанда I. 25 января 1799 года, через два дня после провозглашения Партенопейской республики, Фердинанд назначил Руффо на пост викария-генерала на итальянском материке, когда оба они укрывались в городе Палермо на Сицилии. Руффо высадился в Калабрии 7 февраля с восемью соратниками, не имея с собой ничего, кроме знамени с королевским гербом на одной стороне и крестом на другой, на котором также было выведено «In hoc signo vinces» (Сим победиши). Однако Руффо потребовался всего лишь месяц, чтобы набрать войско в 17 000 человек: оно в основном состояло из крестьян, хотя также там были и бандиты, церковнослужители, наёмники, мародёры, религиозные фанатики и наёмные убийцы.

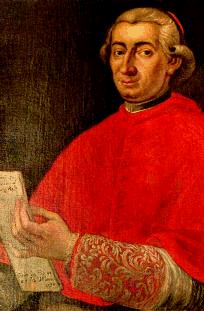
Кардинал Фабрицио Руффо.

В ходе военной кампании против французов Руффо вёл переписку с доверенным лицом Фердинанда, сэром Джоном Актоном, докладывая ему об успехах санфедистов:
- «Я прошу короля [Неаполя] прислать мне не менее тысячи ружей и множество зарядов свинцовой дроби» (12 февраля)[6]
- «Я думаю, было бы целесообразно направить фрегат с мортирой против Кротоне и уничтожить его совершенно» (26 февраля)[6]
- «Катандзаро капитулировал, многие из наших заклятых врагов были убиты, прочие взяты в плен» (8 Марта)[6]
- «Козенца был взят и разграблен» (19 марта)[6]

К концу апреля санфедисты заняли Калабрию и большую часть Апулии, а в июне приступили к осаде города Неаполь. Иррегулярные формирования санфедистов были поддержаны британским военно-морскими силами под командованием Горацио Нельсона, которому Фердинанд I затем пожаловал титул герцога Бронте, которым Нельсон подписывался до конца своей жизни, а также эскадрой адмирала Ушакова. Партенопейская республика пала 19 июня 1799.
Санфедисты одержали множество побед, сражаясь на пересечённой местности, которая идеально подходила к повстанческой тактике ведения боевых действий.
Подобно другим итальянским инсургентам того времени, санфедисты не были, как правило, дружелюбно настроены по отношению к евреям, которых воспринимали в качестве природных сторонников идеологии Просвещения. Здесь стоит также упомянуть, что епископ Джованни Андреа Серрао, еретик-янсенист и сторонник Партенопейской республики, был расстрелян 24 февраля 1799 собственными солдатами, охранявшими Потенца, когда войска Руффо подходили к городу.

## Наследие

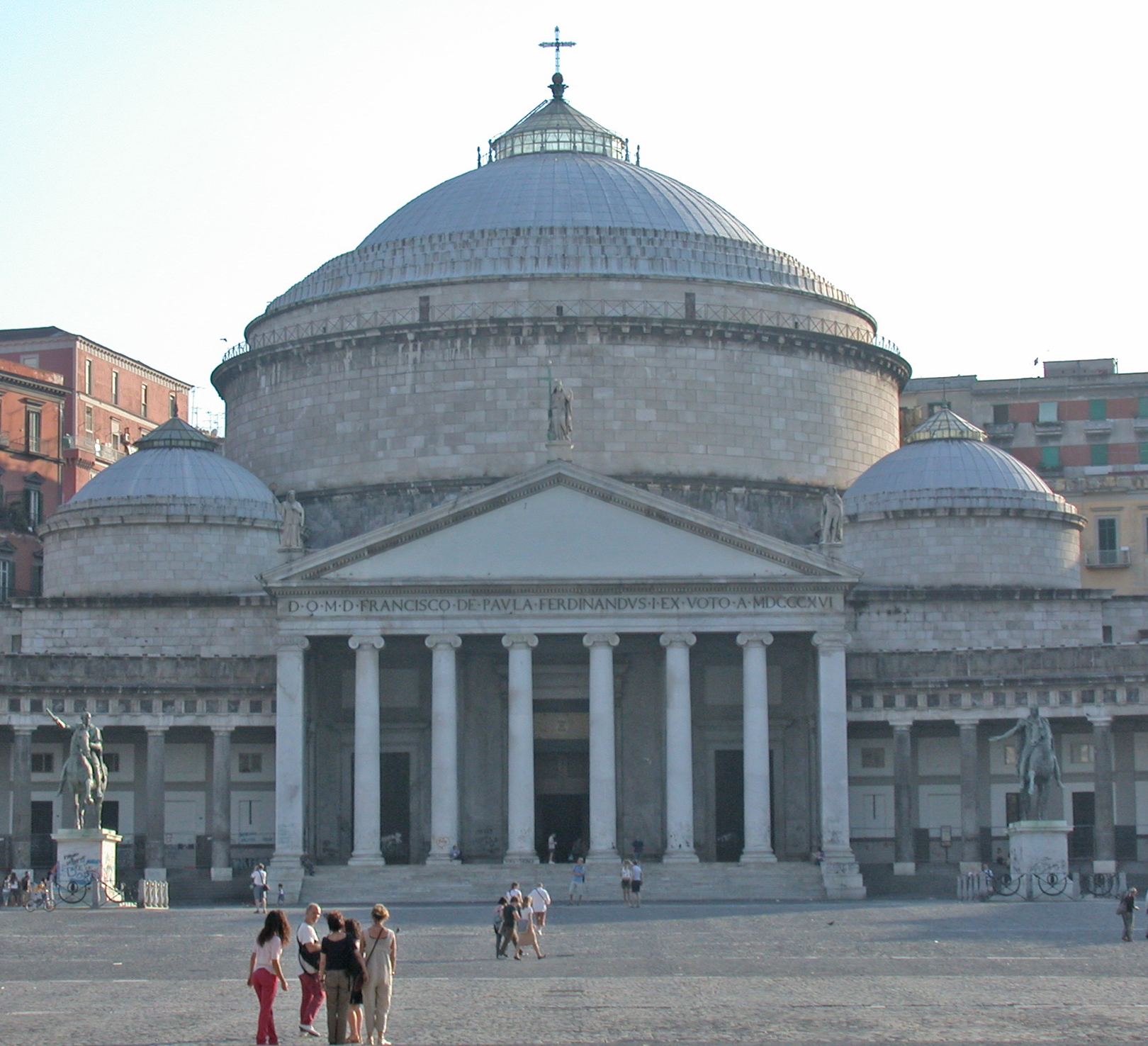
Церковь Сан-Франческо да Паола, Неаполь. Построена в роскошном академическом неоклассическом стиле. Была завершена в 1816 г. в качестве обетного дара Фердинанда после его возвращения в Неаполь.

Роль кардинала Руффо в деятельности движения получила противоречивые оценки. Руффо приписываются жестокость и кровожадность, однако апологеты движения в свою очередь утверждают, что единственным подобным актом был его приказ о сожжении и разграблении Альтамуры. Сам термин «санфедизм» современниками движения употреблялся в негативной окраске и обозначал «внезапно появившийся новый виток чего-то свирепого». Санфедизм и сам Руффо стали синонимами «непокорного, контрреволюционного духовенства». Санфедистами также называли крестьянских сторонников Бурбонов, которые выступали против Савойского дома во время объединения Италии.
Песня Canto dei Sanfedisti, являвшаяся неофициальном гимном народной контрреволюции, до сих пор хранится в памяти многих жителей Медзоджорно, и иногда её исполняют различные фолк-группы. Canto dei Sanfedisti является пародией на Карманьолу, популярную среди французских революционеров песню.
Поздние исследования историков показывают, что санфедизм был «контрреволюционным» движением, но не исключительно реакционным.